# Boralde Flaujaguèse
Pour les articles homonymes, voir Boralde (homonymie).
La Boralde Flaujaguèse, ou Boralde de Flaujac, ou ruisseau des Bastits pour la partie amont, est une rivière française du Massif central et un sous-affluent de la Garonne par le Lot.

## Géographie

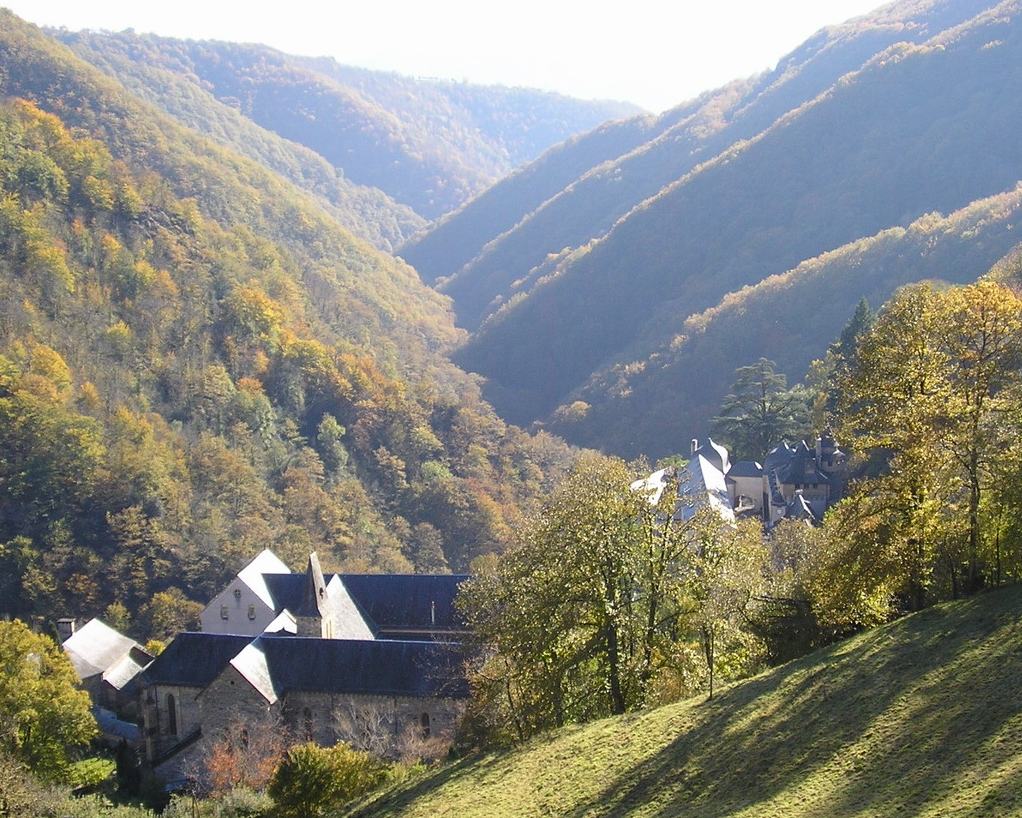
L'abbaye de Bonneval et le ravin de la Boralde Flaujaguèse.

Selon le SANDRE, la Boralde Flaujaguèse (ou Boralde de Flaujac) et une rivière dont la branche-mère porte le nom de ruisseau des Bastits.
Le ruisseau des Bastits prend sa source vers 1 220 mètres d'altitude dans les monts d'Aubrac, aux Trucs d'Aubrac, au lieu-dit les Aniels sur la commune de Curières. Il passe sous la route départementale (RD) 900, puis à l'ouest du bourg de Curières, et prend le nom de Boralde Flaujaguèse. Celle-ci entre peu après dans un ravin, profond parfois de 200 mètres. Elle coule au pied du château d'Esparrou et reçoit successivement en rive gauche ses deux principaux affluents, le ruisseau de Menepeyre puis la Boralde de Poujade, également appelée Boralde de Condom. La Boralde Flaujaguèse passe en contrebas de l'abbaye Notre-Dame de Bonneval puis de la tour de Masse. Au sortir du ravin, long d'environ vingt-deux kilomètres, elle passe à l'est du village de Flaujac et de son enceinte médiévale, passe sous la RD 987 puis rejoint le Lot à 334 mètres d'altitude, en limites des communes d'Espalion et de Saint-Côme-d'Olt, en amont du lieu-dit Butel.
Sur la quasi-totalité de son cours dans les gorges, et jusqu'à sa confluence avec le Lot, elle sert de limite aux communes qu'elle borde, entre Montpeyroux, Le Cayrol et Espalion à l'ouest, et Curières, Condom-d'Aubrac et Saint-Côme-d'Olt à l'est.
L'ensemble ruisseau des Bastits-Boralde Flaujaguèse est long de 29,3 km.

### Département et communes traversés
Dans le seul département de l'Aveyron, la Boralde Flaujaguèse arrose six communes, soit d'amont vers l'aval Curières (source), Montpeyroux, Condom-d'Aubrac, Le Cayrol, Espalion (confluence) et Saint-Côme-d'Olt (confluence).

### Bassin versant
Son bassin versant s'étend sur 110 km2. Il est constitué à 50,36 % de « territoires agricoles », à 49.40 % de « forêts et milieux semi-naturels », et à 0,10 % de « territoires artificialisés ». Outre les six communes baignées par la Boralde Flaujaguèse, il concerne également celle de Saint-Chély-d'Aubrac baigné par la Boralde de Poujade (ou Boralde de Condom).

### Organisme gestionnaire
L'organisme gestionnaire est l'EPTB « Entente interdépartementale du bassin du Lot ».

## Affluents
Selon le SANDRE, la Boralde Flaujaguèse a treize affluents répertoriés, dont six portent un nom :
- le ruisseau de Menepeyre (rg[note 1]), : 14,2 km[4] avec quatre affluents ;
- le ruisseau d'Esparrou, ou ruisseau des Fongasses (rd) : 4 km[5] avec un affluent ;
- la Boralde de Poujade ou Boralde de Condom (rg) : 17,2 km[3] avec huit affluents ;
- le ruisseau de Lagarde (rd) : 2,7 km[6] avec un affluent ;
- la Boralde d'Aunac (rg) : 2 km[7] ;
- le ruisseau de Loly (rd) : 2,3 km[8].

Du fait de ses sous-affluents, la Boralde Flaujaguèse a un nombre de Strahler de trois.

## Hydrologie

### La Boralde Flaujaguèse au Cayrol
La Boralde Flaujaguèse, issue des hauteurs bien arrosées de l'Aubrac, est une rivière très abondante, mais assez irrégulière, à l'instar de ses voisines du haut bassin du Lot. Son débit a été observé durant une période de douze ans (1961-1972), au Cayrol, localité du département de l'Aveyron, en contrebas de l'abbaye de Bonneval, située environ sept kilomètres avant sa confluence avec le Lot. La surface prise en compte est de 100 km2, soit 91 % du bassin versant de la rivière.
Le module de la rivière à Bonneval est de 2,95 m3/s.
La Boralde Flaujaguèse présente des fluctuations saisonnières de débit bien marquées. Les hautes eaux se déroulent en hiver et au début du printemps, et se caractérisent par des débits mensuels moyens allant de 4,43 à 4,93 m3/s, de décembre à avril inclus (avec un maximum peu net en février). À partir du mois de mai, le débit baisse rapidement jusqu'aux basses eaux d'été qui ont lieu de juillet à octobre inclus, entraînant une baisse du débit mensuel moyen jusqu'à 0,798 m3/s au mois d'août. Mais ces moyennes mensuelles occultent des fluctuations bien plus prononcées sur de courtes périodes ou selon les années.

### Étiage ou basses eaux
Aux étiages, le VCN3 peut chuter jusque 0,180 m3/s (180 litres), en cas de période quinquennale sèche, ce qui ne peut être qualifié de fort sévère.

### Crues
Les crues, quant à elles, peuvent être assez importantes, compte tenu de la petitesse du bassin versant. La série des QIX n'a pas été calculée, mais la série des QJX l'a bien été. Les QJX 2 et QJX 5 valent respectivement 22 et 28 m3/s. Le QJX 10 ou débit journalier calculé de crue décennale est de 33 m3/s, le QJX 20 de 37 m3/s, tandis que le QJX 50 n'a pas été calculé faute de durée d'observation suffisante.
Le débit journalier maximal enregistré au Cayrol durant cette période de douze ans, a été de 53 m3/s le 24 décembre 1968. En comparant cette valeur à l'échelle des QJX de la rivière, on constate que cette crue était bien plus importante que la crue vicennale définie par le QJX 20, et donc très exceptionnelle.

### Lame d'eau et débit spécifique
La Boralde Flaujaguèse est une rivière fort abondante, comme tous les cours d'eau issus des hauteurs de l'Aubrac aux précipitations importantes. La lame d'eau écoulée dans son bassin versant est de 935 millimètres annuellement, ce qui est près de trois fois supérieur à la moyenne d'ensemble de la France (plus ou moins 320 millimètres), et aussi aux moyennes du bassin de la Garonne (384 millimètres) et du Lot (446 millimètres). Le débit spécifique (ou Qsp) atteint 29,5 litres par seconde et par kilomètre carré de bassin.

## Aménagements et écologie
Sur son cours se rencontrent les lieux-dits le Moulin de Roque et le Moulin de Pétrou, le bourg de Curières en rive gauche, et en rive droite le château d'Esparrou à Montpeyroux, l'abbaye Notre-Dame de Bonneval au Cayrol, la tour de Masse et l'Enceinte de Flaujac à Espalion.

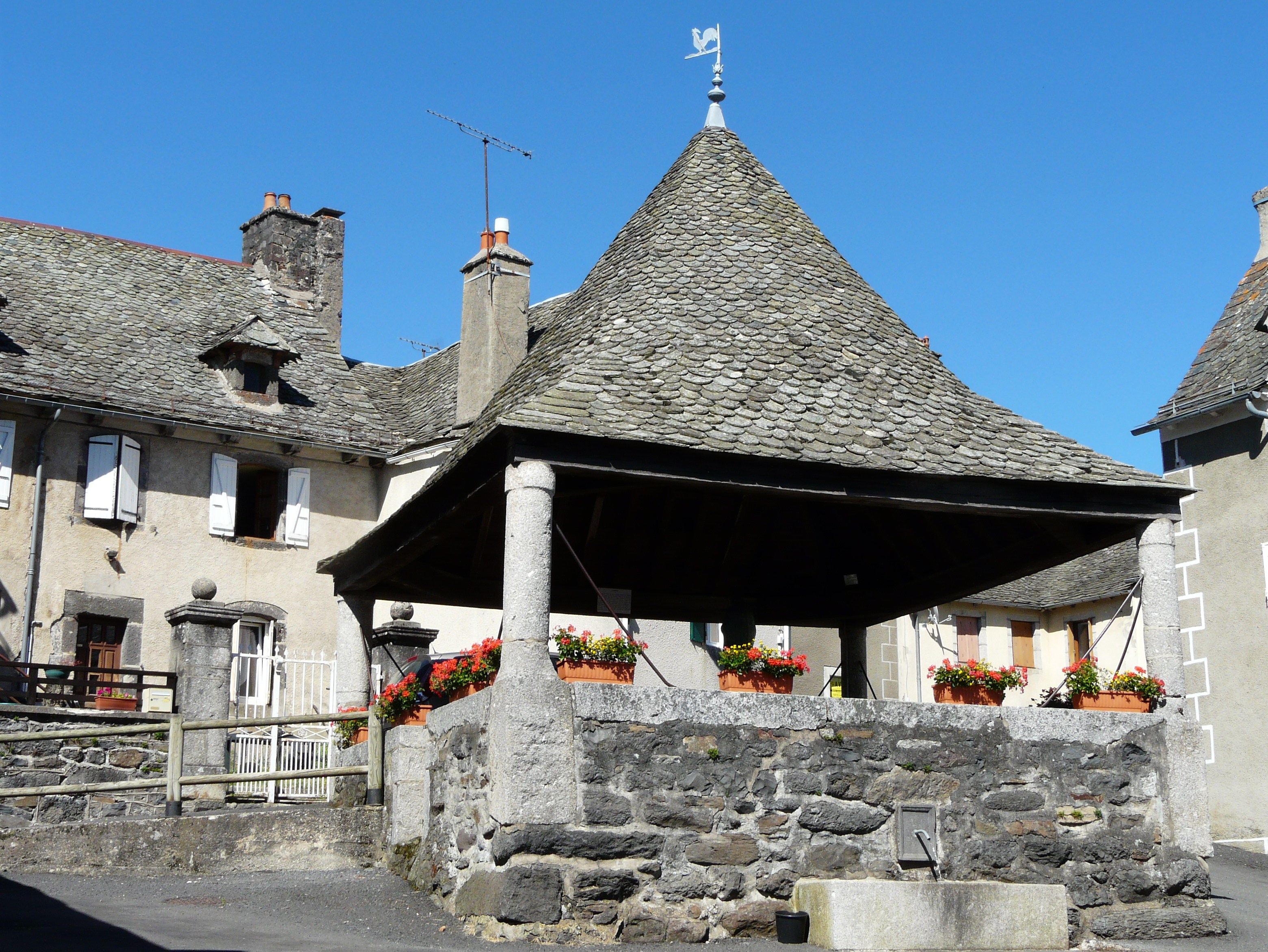
La halle de Curières.
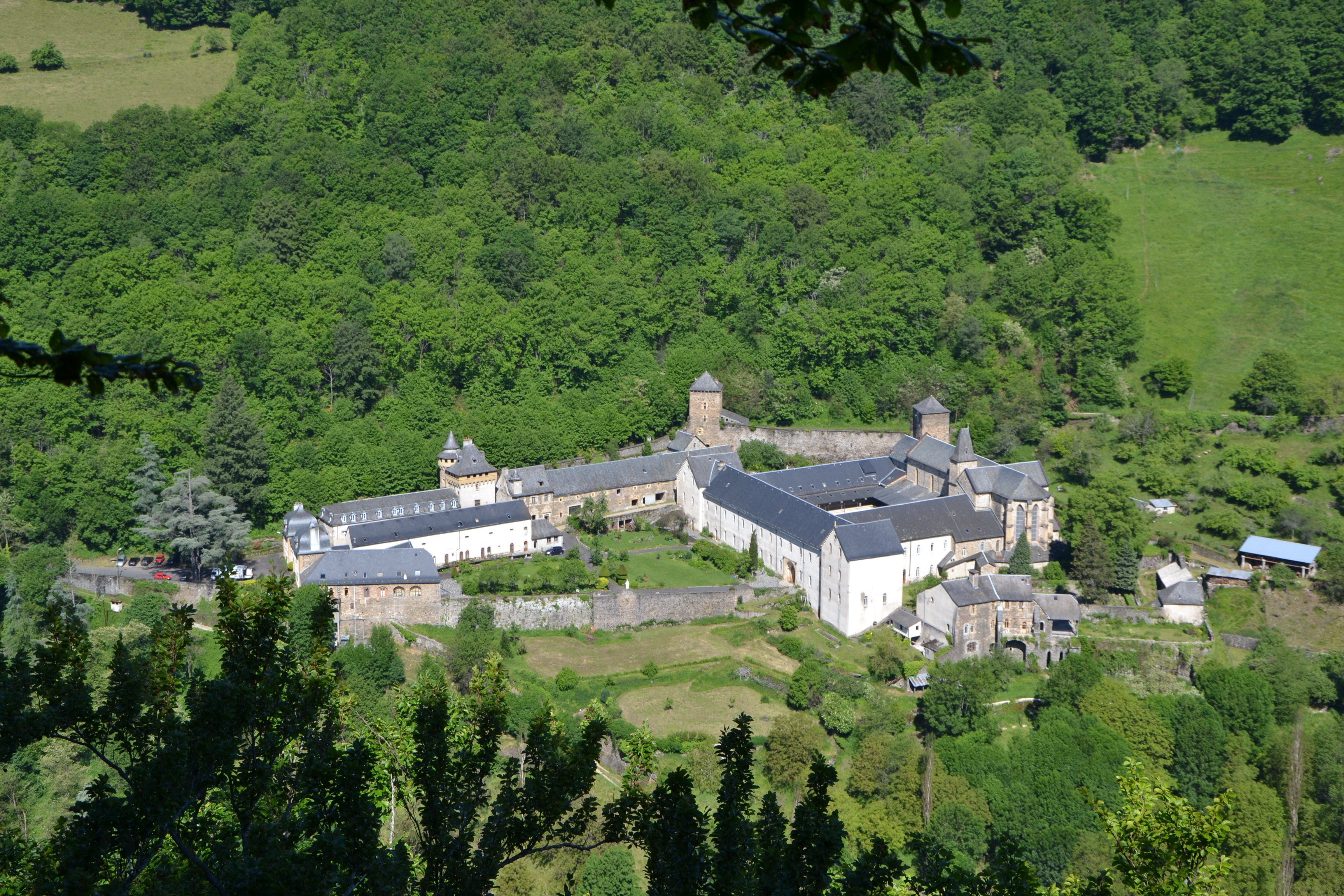
L'abbaye de Bonneval.
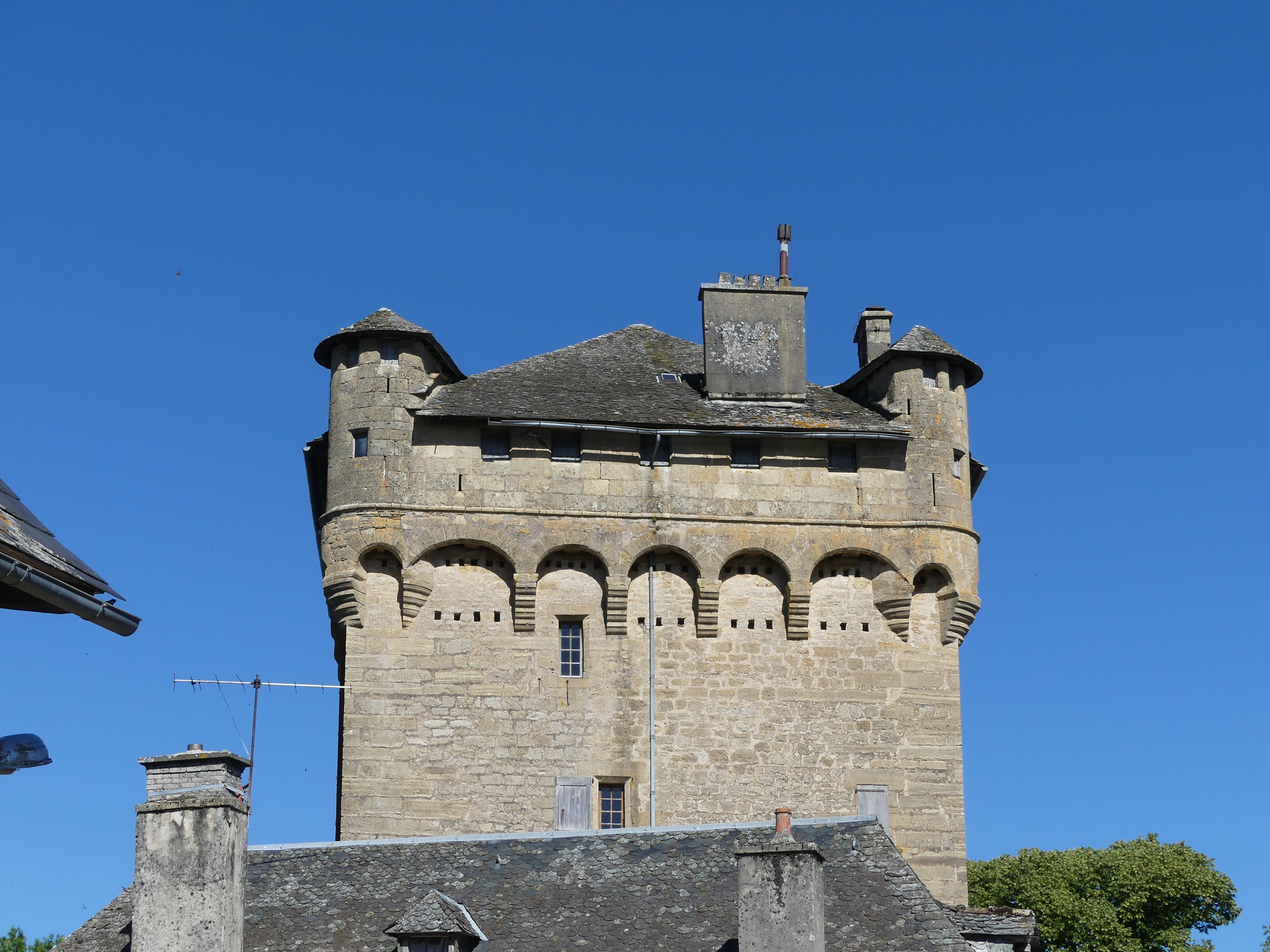
La tour de Masse.
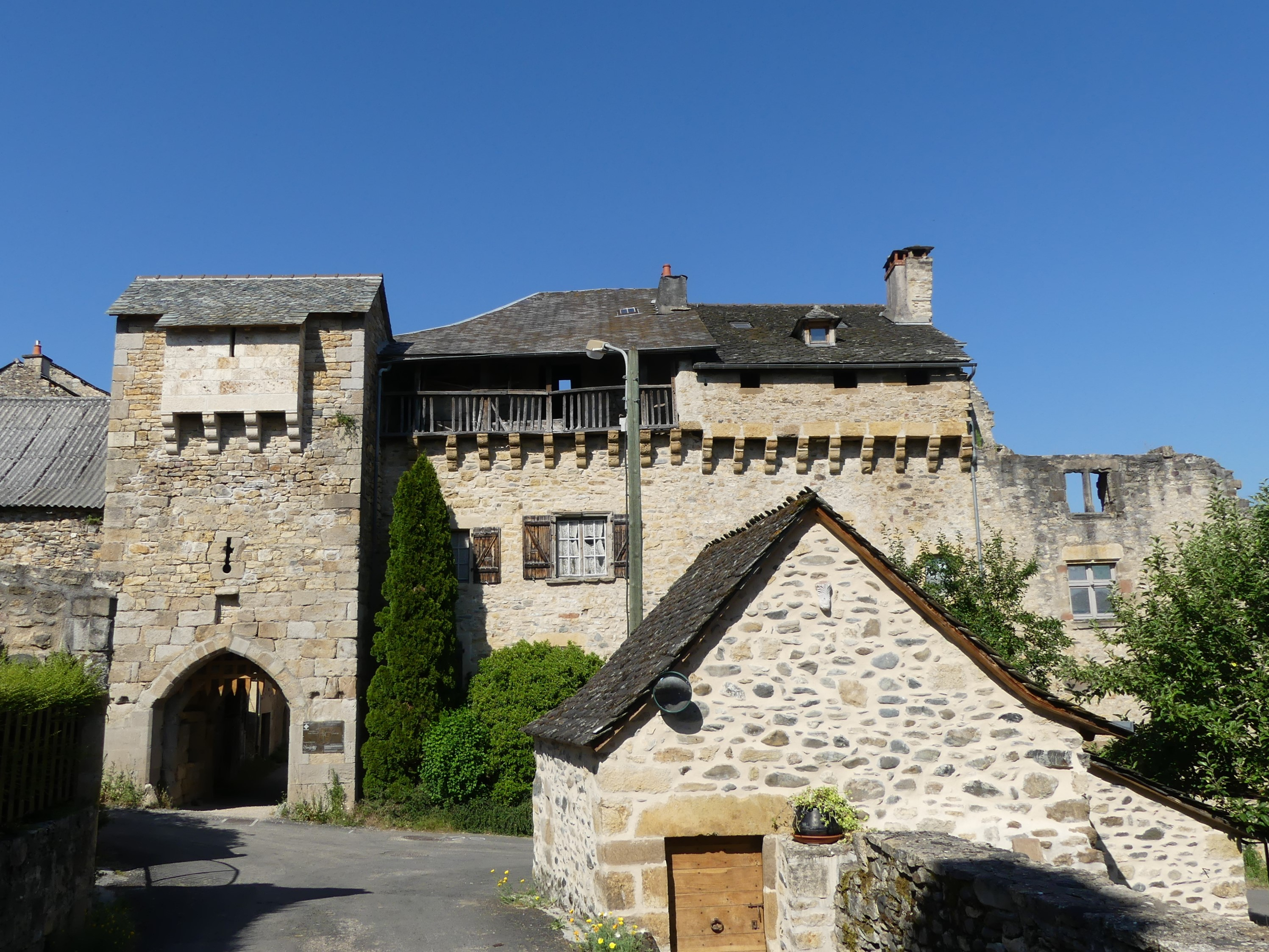
L'enceinte de Flaujac.

## Galerie

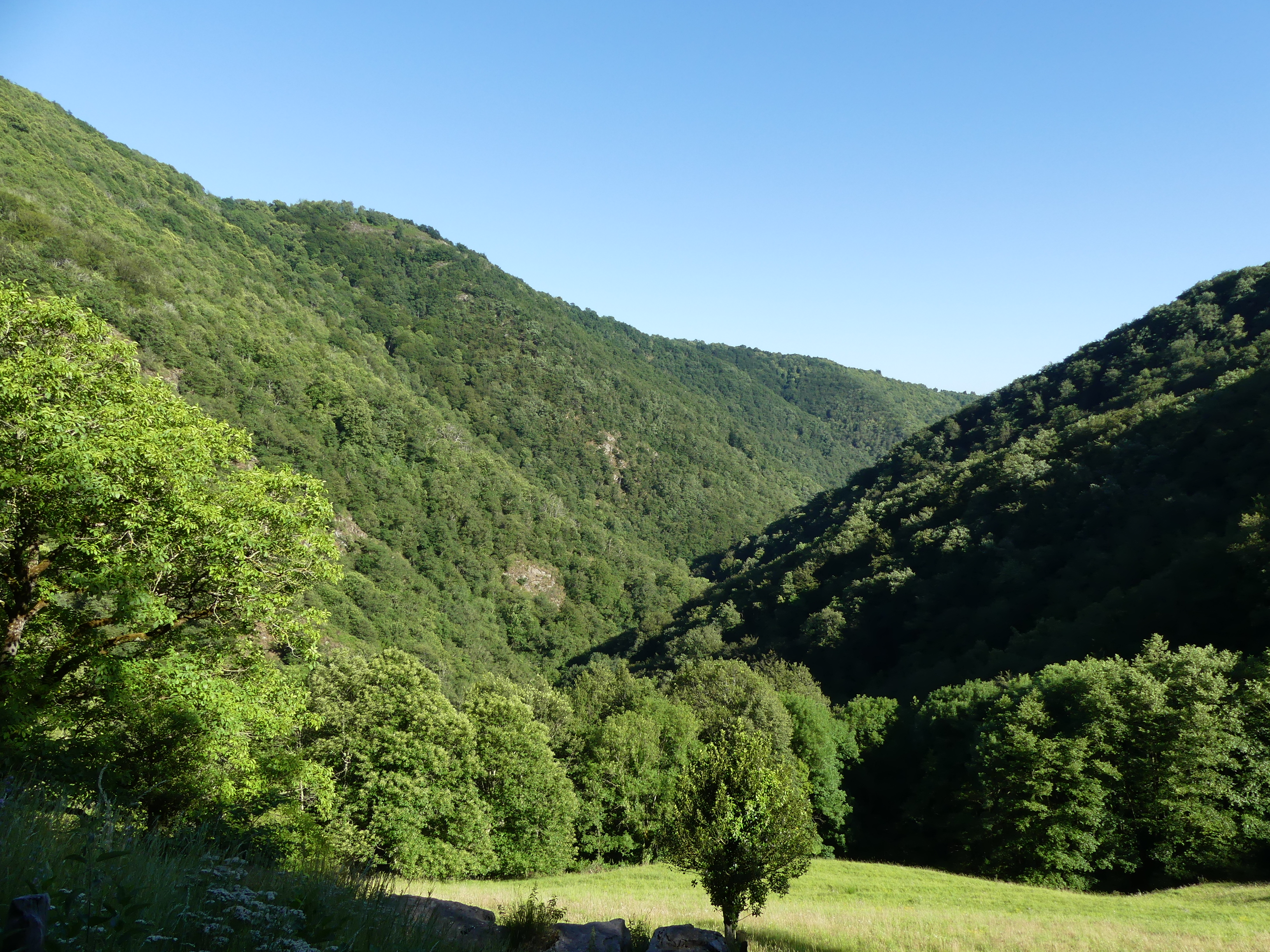
Le ravin de la Boralde Flaujaguèse en aval de l'abbaye de Bonneval.
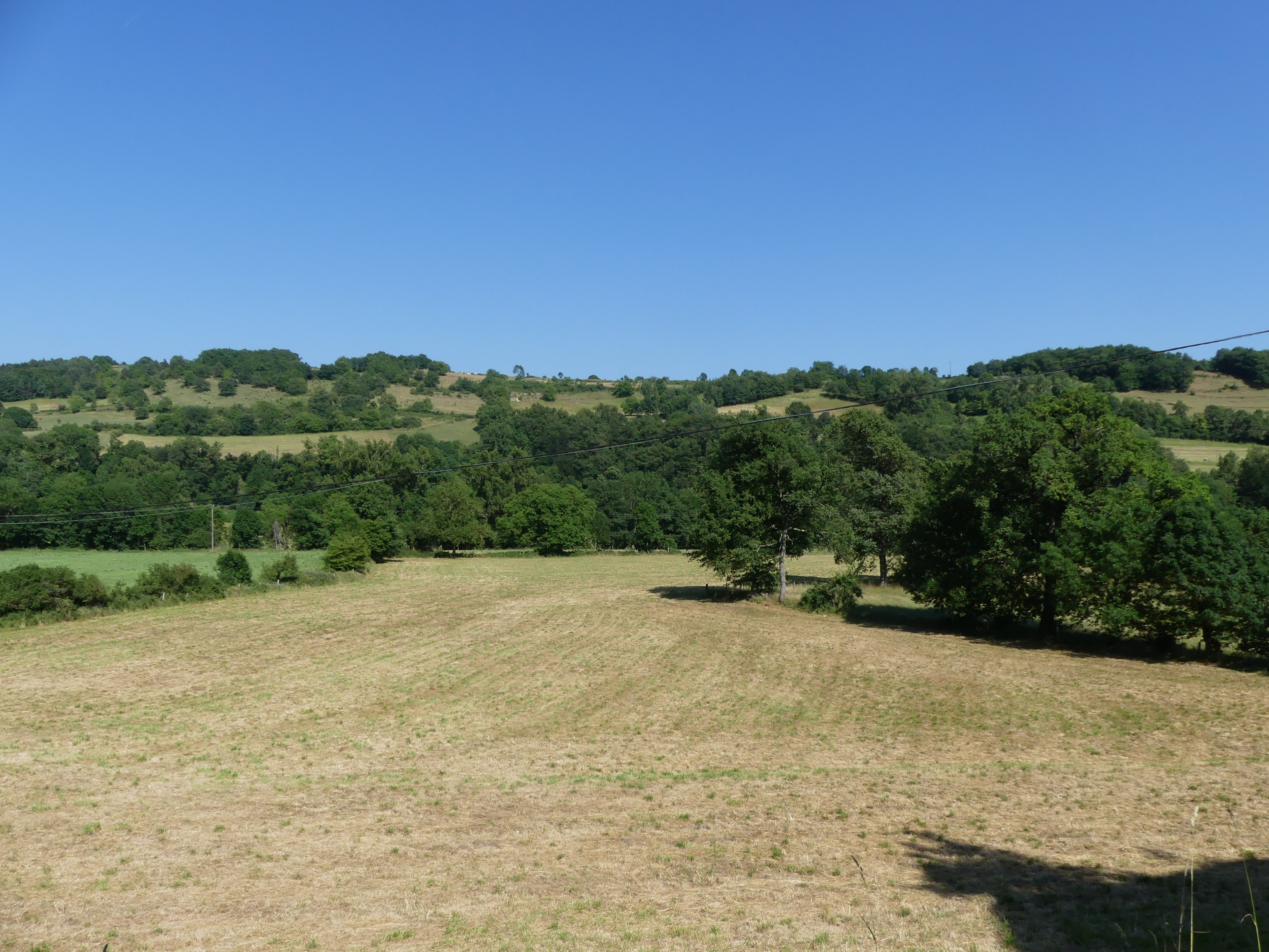
Le vallon de la Boralde Flaujaguèse vu depuis le village de Flaujac.